# Свята Ефіопії
Свята Ефіопії:

## Список
- 7 січня — Різдво
- 19 січня — Хрещення
- 18 лютого — день президента
- 2 березня — Річниця перемоги при Адуа (1896)
- 1 травня — День праці
- 5 травня — День патріотів
- 28 травня — День падіння військового режиму (1991)
- 11 вересня — Новий рік
- 27 вересня — Свято Мескельського хреста

## Свята за комуністичного правління Дерга (1974–1991)
| Дата        | Українська назва         | Амхарська назва | Оромська назва                  | Нотатки |
| ----------- | ------------------------ | --------------- | ------------------------------- | --- |
| 12 вересня  | День революції           | የአብዮት ቀን        | Guyyaa warraaqsa                | Святкувалося під час комуністичного правління з 1974 по 1991 на честь створення Дергу. У 1987 святкування свята, яке включало військовий парад на площі Революції, в якому взяли участь численні діячі, також відзначило створення Народно-Демократичної Республіки Ефіопія. |
| 26 жовтня   | День оборони             | የመከላከያ ቀን       | Guyyaa Ittisaa                  | На честь заснування Національних сил оборони Ефіопії в 1907. |
| 7 листопада | День Жовтневої революції | የጥቅምት አብዮት ቀን   | Guyyaa warraaqsa Onkolooleessaa | Відзначався під час комуністичного правління з 1974 по 1991. |